# Bântău, Argeș
Bântău este un sat în comuna Leordeni din județul Argeș, Muntenia, România.